# Hafiz Abu Sujad
Hafiz Abu Sujad (* 1. November 1990 in Singapur), mit vollständigen Namen Muhammad Hafiz bin Abu Sujad, ist ein ehemaliger singapurischer Fußballspieler.

## Karriere

### Verein
Das Fußballspielen erlernte Hafiz Abu Sujad in der Schulmannschaft der National Football Academy in Singapur. Seinen ersten Vertrag unterschrieb er 2009 bei den Young Lions. Die Mannschaft wurde im Jahr 2002 von der Football Association of Singapore ins Leben gerufen und spielte in der ersten Liga, der S. League. Um jungen U23-Nationalspielern und auch Perspektivspielern mehr Spielpraxis zu verschaffen, entschloss sich die FAS, eine Mannschaft zu formen, welche unter professionellen Umständen in der Premier League spielen könne. Die Mannschaft und die Spieler unterstanden auch direkt der FAS. Für die Young Lions absolvierte er 68 Spiele. 2013 wechselte er zu den Singapore LionsXII. Die LionsXII (Lions Twelve) waren ein Fußballverein aus Singapur, der von 2012 bis 2015 in der höchsten Liga von Malaysia, der Malaysia Super League, spielte. 2013 wurde er mit den LionsXII malaiischer Fußballmeister. 2015 stand er mit dem Verein im Finale des Malaysia FA Cup. Hier besiegte man Kelantan FA mit 3:1. Die Saison 2016 spielte er beim singapurischen Erstligisten Tampines Rovers. Für die Rovers stand er 15-mal auf dem Spielfeld. 2017 zog es ihn nach Thailand. Hier unterschrieb er einen Vertrag beim BBCU FC. Der Verein aus der Hauptstadt Bangkok spielte in der zweiten Liga, der Thai League 2. Während der Hinrunde wurde er Verein vom Verband gesperrt. Nach sieben Zweitligaspielen kehrte er Mitte 2017 wieder zu seinem ehemaligen Verein Tampines Rovers zurück. Hier spielte er den Rest des Jahres. 2018 ging er nach Malaysia, wo er sich bis April dem Johor Darul Ta'zim II FC aus Johor Bahru anschloss. Mitte April kehrte er zu den Tampines Rovers zurück. Hier stand er bis Ende des Jahres 13-mal in der ersten Liga auf dem Spielfeld. 2019 nahm ihn der Ligakonkurrent Hougang United  unter Vertrag. Bis August 2022 bestritt er für Hougang 56 Ligaspiele. Am 21. August 2022 beendete er seine Karriere als Fußballspieler. 

### Nationalmannschaft
Von 2012 bis 2018 spielte Hafiz Abu Sujad 24-mal in der singapurischen Nationalmannschaft.

## Erfolge
Singapore LionsXII
- Malaysischer Meister: 2013
- Malaysia FA Cup: 2015